# Сьюэлл, Конрад
Конрад Игнатиус Марио Максимилиан Сьюэлл (англ. Conrad Ignatious Mario Maximilian Sewell, род. 31 марта 1988 года) ― австралийский певец и автор песен.

## Юность
Сьюэлл родился в Брисбене, Австралия. Он начал рассылать свои демозаписи с 8 лет. Позже создал рок-группу Sons of Midnight. Его сестра Грейс тоже певица. В 2004 году Сьюэлл проходил прослушивание во 2-м сезоне шоу Australian Idol, но изначально не прошёл этап и ему пришлось поехать в другой штат и пройти повторное прослушивание, прежде чем попасть в Топ-100 певцов этого сезона. В 2006 году он переехал в Великобританию.

## Карьера
В 2007 году Сьюэлл и гитарист Мэтью Копли создали поп-рок-группу под названием The Frets, к которой позже присоединились ещё три участника, прежде чем сменить название на Sons of Midnight. Группа выпустила свой дебютный сингл «The Fire» в 2012 году, добившись умеренного успеха. В настоящее время песня имеет более 3,3 миллиона прослушиваний на Spotify. Группа выпустила свой дебютный одноимённый альбом в 2013 году, но исчезла с публики незадолго до запланированного выпуска второго альбома.
В 2014 году он написал и исполнил хит Kygo «Firestone». Сингл вошёл в пятерку лучших хитов по всей Европе. Его дебютный сингл «Hold Me Up» был написан и спродюсирован Брайаном Ли, The Euroz и Луисом Беллом. 2 марта 2015 года Сьюэлл объявил о своем первом месте в австралийском туре Эда Ширана в видео, опубликованном на его странице в Facebook. Он присоединился к Ширану на «13 свиданиях по всей Австралии». 12 июня 2015 года Live Nation подтвердила, что Сьюэлл присоединится к Maroon 5 в их туре в сентябре. Он поддержал Джесс Глинн в её туре по Великобритании в октябре и ноябре 2015 года. В октябре Сьюэлл объявил, что его дебютный мини-альбом All I Know выйдет 13 ноября 2015 года. Он также опубликовал различные даты гастролей в Австралии и Новой Зеландии в течение ноября.
Он также опубликовал различные даты тура по Австралии и Новой Зеландии в течение ноября. В марте 2015 года был выбран артистом месяца Элвиса Дюрана и был показан в сегодняшнем шоу американской телевизионной сети NBC, организованном Кэти Ли Гиффорд и Ходой Котб, и транслировался на национальном уровне по всей территории США, где он вживую исполнил свой сингл «Start Again». В ноябре 2015 года на музыкальной премии ARIA Music Awards 2015 Сьюэлл стал победителем в номинации Песня года за песню «Start Again». В феврале 2016 года Сьюэлл выпустил «Remind Me» в качестве последнего сингла с альбома. В следующем месяце бренд Coca-Cola выпустил песню и видео для своей новой кампании Taste the Feeling. В нём представлен трек от Avicii с вокалом Сьюэлла.
В мае 2018 года Сьюэлл объявил, что подписал контракт с лейблом Sony Music Australia. 18 мая 2018 года он выпустил мини-альбом Ghosts & Heartaches. В феврале 2019 года Сьюэлл объявил о выпуске своего дебютного студийного альбома Life, который был выпущен 17 мая 2019 года и дебютировал под номером 1 в чартах ARIA. В 2019 году Сьюэлл исполнил национальный гимн Австралии на 2019 AFL Grand Final.

## Дискография

### Студийные альбомы
- Life (2019)

### Мини-альбомы
- All I Know (2015)
- Ghosts & Heartaches (2018)